# Оздін
Оздін (словац. Ozdín, угор. Ozdin) — село, громада в окрузі Полтар, Банськобистрицький край, центральна Словаччина. Кадастрова площа громади — 15,22 км². Населення — 305 осіб (за оцінкою на 31 грудня 2017 р.).
Перша згадка 1279 року.

## Населення
| Рік:            | 1994. | 2004.   | 2014.    | 2024.    |
| --------------- | ----- | ------- | -------- | -------- |
| Кількість осіб: | 359   | 370     | 330      | 274      |
| Різниця:        |       | +3,06 % | -10,81 % | -16,96 % |

| Рік:            | 2023. | 2024.   |
| --------------- | ----- | ------- |
| Кількість осіб: | 278   | 274     |
| Різниця:        |       | -1,43 % |